# I tre volti
I tre volti és una pel·lícula col·lectiva de comèdia italiana del 1965 dirigida per Michelangelo Antonioni, Mauro Bolognini i Franco Indovina.

## Argument

### Primer Episodi: "Il provino"
- Direcció: Michelangelo Antonioni.
- Guió: Tullio Pinelli.
- Repartiment: Soraya, Dino De Laurentiis, Alfredo De Laurentiis, Ivano Davoli, Giorgio Sartarelli, Ralph Serpe, Piero Tosi, Ivano Davoli.

Un periodista descobreix que Soraya, la exesposa del Xa de Pèrsia, vol convertir-se en actriu i tracta de convèncer al director del periòdic que li deixi cobrir aquesta notícia. En aquest episodi s'inclouen també les proves de càmera, maquillatge, pentinats i vestuari fetes en la vida real a Soraya per a aquesta pel·lícula.

### Segon Episodi: "Gli amanti celebri"
- Direcció: Mauro Bolognini.
- Guió: Franco Brusati, Tullio Pinelli, Clive Exton.
- Repartiment: Soraya, Richard Harris, José Luis de Vilallonga, Esmeralda Ruspoli, Jean Rougeul.

Linda (Soraya) és una dona infeliçment casada amb Robert (Richard Harris), un escriptor vingut a menys, fins que un bon dia ella es retroba amb el seu ex-xicot Rodolph (José Lluís de Vilallonga), a qui li proposa divorciar-se del seu espòs per escapolir-se amb ell.

### Tercer Episodi: "Latin Lover"
- Direcció: Franco Indovina.
- Guió: Rodolfo Sonego, Alberto Sordi i Franco Indovina.
- Repartiment: Soraya, Alberto Sordi, Goffredo Alessandrini, Nando Angelini, Alberto Giubilo, Renato Tagliani.

La Sra. Neville (Soraya), una pròspera i important empresària estatunidenca, arriba a Roma per a la signatura d'un important contracte amb una multinacional; només que no contava que l'agència encarregada del seu establiment en la capital italiana també li va facilitar un acompanyant (Alberto Sordi), qui no la deixa ni a sol ni a ombra.
Aquest és considerat com el millor episodi de la pel·lícula.